# Ateneo de Davao University
Die Ateneo de Davao University ist eine von Jesuiten geleitete Privatuniversität auf den Philippinen. Ihre Anfänge gehen auf das Jahr 1948 zurück, als Amerikanische Jesuiten unter der Leitung von Fr. Theodore Daigler die Verantwortung für die St. Peter’s Parochial Schule in Davao City übernahmen. Von einer einfachen Schule bauten sie die Einrichtung zunächst 1951 zu einer männlichen Studenten vorbehaltenen Hochschule der freien Künste aus, bevor dann 2 Jahre später auch Frauen zum Studium zugelassen wurden. In den folgenden Jahren folgte ein weiterer Ausbau. So gab es ab 1961 eine Hochschule für Rechtswissenschaften und ab 1968 eine Graduiertenschule. 1969 erhielt das damalige Ateneo de Davao College erstmals eine Akkreditierung der Philippine Accrediting Association of Schools, Colleges and Universities (PAASCU), einer privaten philippinischen Organisation, welche seit 1967 vom Ministerium für Bildung und Kultur (heute Bildungsministerium, Department of Education) als offizielles Akkreditierungsorgan für Schulen, Hochschulen und Universitäten auf den Philippinen bestätigt ist. Den Status einer Universität schließlich errang die Schule im Jahre 1979.
Das Universitätsgelände liegt in der Innenstadt von Davao City zwischen der Emilio Jacinto Street und der Roxas Avenue. Auf dem Hauptcampus befinden sich die Fakultät für Kunst und Wissenschaft, die Fakultät für Wirtschaft und Governance, die Fakultät für Ingenieurwissenschaften und Architektur, die Fakultät für Bildungswissenschaft, die Fakultät für Krankenpflege und die Fakultät für Rechtswissenschaft. Zur Ateneo de Davao University gehört auch eine High School und eine Grundschule, welche sich beide zusammen auf einem anderen Gelände im Stadtteil Matina an der Ecke MacArthur Highway und Acacia Street befinden. 